# Kellylicious
《Kellylicious》是香港歌手陳慧琳的第十八張個人粵語大碟，於2008年5月16日正式發售。此專輯一共收錄了10首粵語歌曲和1首國語歌曲。此專輯只於香港、馬來西亞及新加坡發售，並未開始於中國內地發售。

## 介紹
《Kellylicious》是陳慧琳自2006年8月的《Happy Girl》後睽違已久的專輯，而陳慧琳亦自稱此專輯已於2007年頭已開始著手籌備。因此，此專輯是一個跨年度製作的粵語專輯。陳慧琳亦因需要拍製電影《江山美人》，並已於2007年3月開始投入忙錄狀態，正式開始拍製，因此陳慧琳於2007年並沒有推出任何唱片。陳慧琳亦自稱，於拍攝期間，不停聆聽專輯歌曲的範本。直至2007年12月，陳慧琳已完成拍攝工作，她才正式投入專輯製作工作。
直至2008年，陳慧琳需要為電影作出宣傳，亦要排練即將於2008年6月舉行的「Love Fighters演唱會2008」。陳慧琳自稱於2008年3月29日前往韓國宣傳才正式錄製於演唱會主題曲〈主打愛〉（專輯曲目04）。直至2008年5月7日，陳慧琳的官方網站正式公佈於2008年5月10日出售此專輯予各大音樂公司（包括：MOOV.now.com, yesasia，HMV等），並於2008年5月16日正式發售。
此專輯名字《Kellylicious》是由陳慧琳本人構思的，意思是指專輯中的歌曲就如同美食般美味（Delicious）。此專輯找來七大監製合作，包括王雙駿、舒文、C.Y.Kong、張佳添、陳西敏、馮翰銘及合作多年的雷頌德。她自稱希望不想再唱跟以往差不多的歌曲，因此找了7個監製，但合作多年的林夕在此專輯中只負責填《江山美人》主題曲的歌詞。
此專輯只於香港、馬來西亞及新加坡，但並未於中國內地發售，因此，於中國內地的歌迷，只可向香港公司或網上訂購。

## 專輯包裝
這專輯包裝包括一隻CD、一隻DVD及一本21頁相片歌詞集。部分商店亦附送《Kellylicious》海報一張。

### CD
1. 大
2. 有時寂寞
3. 中毒太甚
4. 主打愛（Love Fighters演唱會08主題曲）
5. 傻男
6. 太悶
7. 抱歉柯德莉夏萍
8. 知我莫問 (OT: Unwritten, 娜塔莎·貝汀菲兒)
9. 我的脆弱與堅強 (OT: 毎日会いたい, 和久井映見)
10. 最好給最好（美心月餅廣告歌）
11. 隨夢而飛（國）（黎明合唱）（電影《江山美人》主題曲）

### DVD
1. 有時寂寞 MV
2. 傻男 MV
3. 抱歉柯德莉夏萍 MV
4. 最好給最好 MV

### 派台歌曲
1. 最好給最好
2. 隨夢而飛
3. 抱歉柯德莉夏萍
4. 有時寂寞
5. 大

## 資料來源
1. ↑  . Yesasia.   [2021-06-22]. （原始内容存档于2021-06-28） （中文（香港））.
2. 1 2  . 鳳凰娛樂. 2008-05-15  [2021-06-22]. （原始内容存档于2021-06-24） （中文（中国大陆））.
3. ↑  . 搜狐音樂. 2008-05-15  [2021-06-22]. （原始内容存档于2021-06-24） （中文（中国大陆））.
4. ↑  . 搜狐娛樂. 2008-06-04  [2021-06-22]. （原始内容存档于2021-06-24） （中文（中国大陆））.

## 外部連結
- 《Kellylicious》官方網站（繁體中文）